# 邁錫尼希臘語

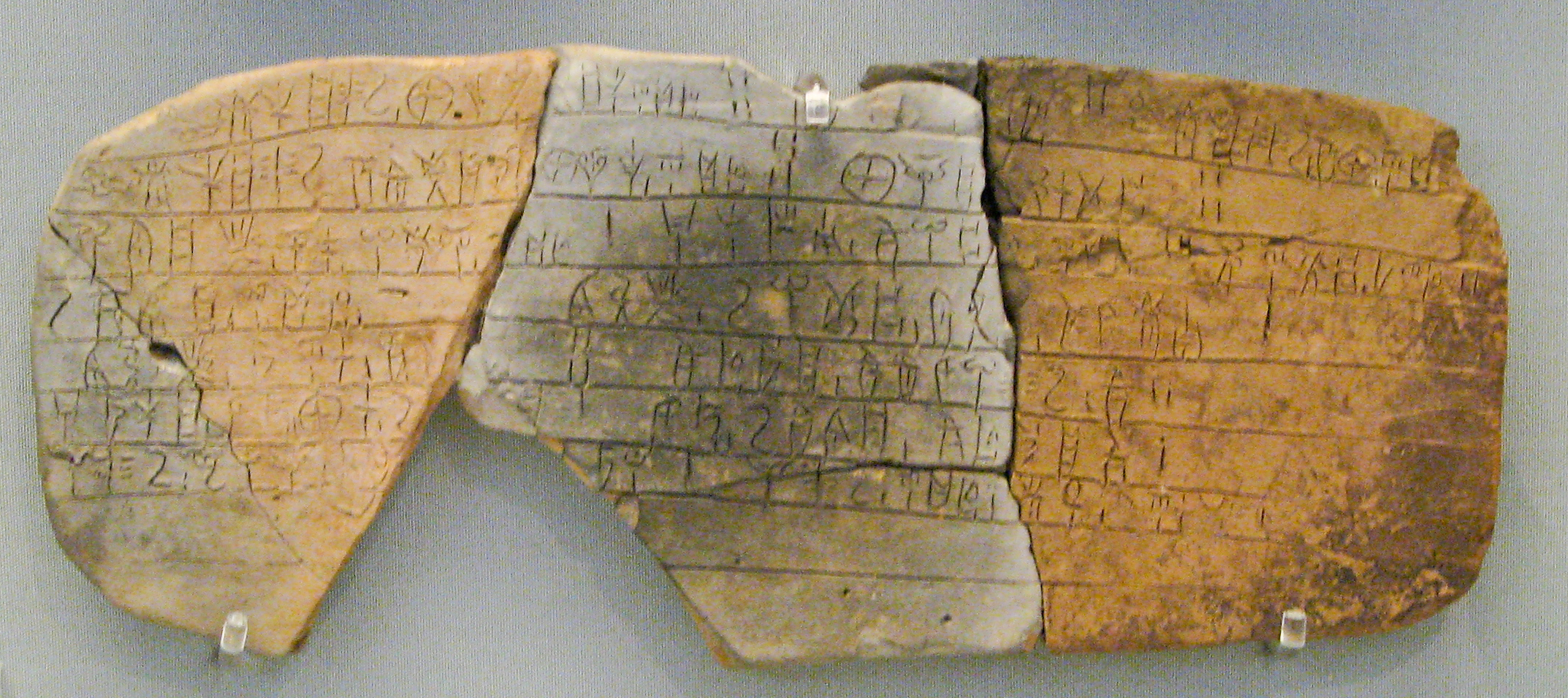
綫形文字B泥板。

邁錫尼希臘語是希臘語已知最古老的形式，多利亞人入侵前，在邁錫尼時期（公元前16–12世紀）使用於希臘大陸和克里特島上。它保存在綫形文字B寫的題字中，這種文字是公元前14世紀前在克里特島上發明的。這種題字的多數實例都在克里特島中部的克诺索斯和伯羅奔尼撒半島西南部的皮洛斯所發現的泥板上，迈锡尼、梯林斯、底比斯、哈尼亚等地亦有泥板出土。這種語言以首次發掘出來的地方邁錫尼命名。
這些泥板長時間無法破解，所有可能的語言都嘗試過了，直至迈克尔·文特里斯等在1953年通過證明這門語言是希臘語的早期形式的證據優勢而破解了這種文字。
在泥板上文本多數是列表和清單。沒有幸存的散文敘述，更少有神話和詩歌。但從這些記錄中仍可瞥見關於使用它們的人和在所謂希臘黑暗時代前夕的邁錫尼時代的很多事情。

## 正寫法

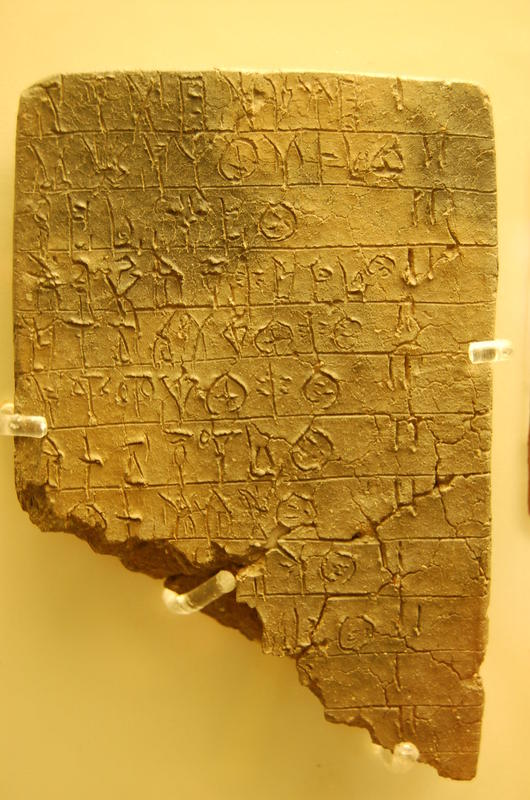
以线形文字B写的迈锡尼希腊语铭文，现藏于迈锡尼考古博物馆。

邁錫尼語保存於綫形文字B書寫中，它由大約200個音節符號和語素符號組成。因為綫形文字B是從綫形文字A演化來的，它是可能與希臘語無關的未破解的米諾斯語的文字，因而不能完全反映邁錫尼語的語音。在本質上，有限數目的音節符號必須表示更多數目的產生出的音節，它們用字母表中字母做音素表示會更好。因此必須做正寫法簡化。主要有:
- 除了齒音 d, t 之外，對希臘語的音位範疇濁音和送氣音不做區分。e-ko 可以用來表示 （我） 或 （我有）。
- 任何在輔音前的 m 和 n 和任何音節尾出現的 l, m, n, r, s 都省略。pa-ta 是 ; ka-ko 是 。
- 輔音叢必須在正寫法上被解散，建立明顯的元音。po-to-li-ne 是 。
- r 和 l 不區分。pa-si-re-u 是 。
- 初始的送氣音不指示。a-ni-ja 是 。
- 元音長度不標記。
- z 用於 *dy, 初始的 *y, *ky, *gy。[3]
- q- 是唇化軟腭音 kʷ 或 gʷ 和某些名字中的 ghʷ。[3] qo-u-ko-ro 是 、古典希臘語的 。
- 在輔音前的初始 s 不書寫。ta-to-mo 是 。
- 雙輔音不表示。ko-no-so 是 、古典希臘語的 。

除了這些拼寫規則之外，一個符號不能表示多於一個聲音，有時一個聲音可以用多於一個符號來表示，但不是“真正的同音字”而是“交疊音值”。 長單詞可以省略中間或最後的符號。

## 音節表
顯示綫形文字B和其他一些古文字可以安裝字體Aegean.otf （页面存档备份，存于）。

|    | -a | -a | -e | -e | -i | -i | -o | -o | -u | -u |
| -- | -- | -- | -- | -- | -- | -- | -- | -- | -- | -- |
|    |    | a  |    | e  |    | i  |    | o  |    | u  |
| d- |    | da |    | de |    | di |    | do |    | du |
| j- |    | ja |    | je |    |    |    | jo |    |    |
| k- |    | ka |    | ke |    | ki |    | ko |    | ku |
| m- |    | ma |    | me |    | mi |    | mo |    | mu |
| n- |    | na |    | ne |    | ni |    | no |    | nu |
| p- |    | pa |    | pe |    | pi |    | po |    | pu |
| q- |    | qa |    | qe |    | qi |    | qo |    |    |
| r- |    | ra |    | re |    | ri |    | ro |    | ru |
| s- |    | sa |    | se |    | si |    | so |    | su |
| t- |    | ta |    | te |    | ti |    | to |    | tu |
| w- |    | wa |    | we |    | wi |    | wo |    |    |
| z- |    | za |    | ze |    |    |    | zo |    |    |

### 已識別的特殊符號
| 字符 |         |         |    |     |     |     |     |           |           |           |           |           |     |     |
| 抄錄 | a2 (ha) | a3 (ai) | au | dwe | dwo | nwa | pte | pu2 (phu) | ra2 (rya) | ra3 (rai) | ro2 (ryo) | ta2 (tya) | twe | two |

## 音系
|      |      | 唇音 | 齒音 | 硬腭音 | 軟顎音 | 唇顎音 | 聲門音 |
| ---- | ---- | ---- | ---- | ------ | ------ | ------ | ------ |
| 鼻音 | 鼻音 | m    | n    |        |        |        |        |
| 塞音 | 濁音 | b    | d    | dz?    | ɡ      | gʷ     |        |
| 塞音 | 清音 | p    | t    | ts?    | k      | kʷ     |        |
| 塞音 | 送氣 | pʰ   | tʰ   |        | kʰ     | kʷʰ    |        |
| 擦音 | 擦音 |      | s    |        |        |        | h      |
| 近音 | 近音 |      |      | j      |        | w      |        |
| 顫音 | 顫音 |      | r    |        |        |        |        |
| 邊音 | 邊音 |      | l    |        |        |        |        |

迈锡尼希腊语保存了很多不见于古希腊语的原始印欧语、原始希腊语特征，例如唇化软腭音[ɡʷ, kʷ, kʷʰ]，书面记作⟨q⟩，古希腊语的不同方言中变入/b, p, pʰ/、/d, t, tʰ/,或/ɡ k kʰ/。
介音/j w/和元音间的声门擦音/h/，在标准阿提卡希腊语中全部消失；/w/保留在部分方言中，写作⟨⟩或⟨⟩。
记作⟨z⟩的辅音具体音值不明，可能代表一对清浊塞擦音/ts/与/dz/：/ts/来自前原始希腊语的清（送气）软腭塞音 + *y（*k(ʷ)(ʰ)y），对应希腊方言的-ττ-或-σσ-； /dz/ 来自前原始希腊语的浊齿/软腭塞音 + *y（*dy、*ɡ(ʷ)y）及少数词首的*y，希腊字母记作ζ。
迈锡尼希腊语有5个元音/a e i o u/，都有长短对立。
如上所述，线形文字B拿来记录迈锡尼希腊语十分勉强，只能分半元音⟨j w⟩、响音⟨m n r⟩、嘶音⟨s⟩、塞音⟨p t d k q z⟩和（少数的）⟨h⟩。除齿音外，浊、清、送气音全用同一字母表示，齿音也不分清音/t/和送气/tʰ/。/r/、/l/都写作⟨r⟩；/h/后不是/a/就不写。
元辅音长度同样未标。在大多数环境中，线形文字B都不记录后面不跟元音的辅音，除非额外加一个元音（与辅音前面的元音相同）。
因此，想要还原某个词汇往往很困难，要结合PIE词源和后世希腊语方言的反映。即便如此，还是有很多词的发音不能明确，特别是词义不明或在后代方言中没有反映的。

## 词法
名词有7种变格：主格、属格、宾格、与格、呼格、工具格和方位格；3种性：阳性、阴性、中性；3种数：单数、双数、复数。最后两种格在古希腊语中已经合流，现代希腊语里只剩下主格、宾格、属格和呼格还带有自己独立的词缀。形容词要与名词的性、数、格一致。
动词可能的变位有3种时：过去时、现在时、将来时；3种体：完成体、完整体、非完整体；3种数：单数、双数、复数；4种语气：陈述语气、祈使语气、虚拟语气、祈愿语气；3种语态：主动语态、中间语态、被动语态；3种人称：第一人称、第二人称、第三人称；还有不定式和动词性形容词的变化。

## 希臘語特征
邁錫尼語已經經歷了如下確立希臘語的語音變更并因此是希臘語。

### 語音變更
- 詞首和元音間 *s 消失。
- 詞首 *j 消失或替代為 。
- 濁送氣音被清化。
- *kj 和 *tj 在元音前變為 s。
- *gj 和 *dj 變為 。
- 音節主音流音和鼻音變為 a 或 o。

### 構詞變更
- 使用 -eus 來生成施事者(agent)名詞。
- 第三人稱單數結尾於 -ei。
- 不定詞結尾於 -ein。

### 詞匯項
- 獨有的希臘詞；比如 anax、basileus、elaion。
- 在其他語言中已知的詞的希臘形式；比如 theos、tripos、khalkos。

## 语料
迈锡尼希腊语的语料以线形文字B写成，散见于约6千块泥板与陶片，年代自LMII至LHIIIB。目前为止尚未发现线形文字B写成的铭文或随同的对译文本。
曾有人声称公元前17世纪的所谓“卡夫卡尼亚卵石”上有已知最古老的迈锡尼铭文，但其真实性值得商榷，大多数线形文字B研究都不把它算在内。
最早的广为接受的线形文字B见于克诺索斯“战车碑室”的泥板，年代介于LM II-LM IIIA间，即公元前15世纪后半至公元前14世纪初。

## 变体与方言
不同地方出土的迈锡尼希腊语高度一致，存在微小的地域差异：
- 辅音词干与格e变i
- ṇ 的屈折o变为a（如pe-ma ，而非pe-mo < *spermṇ）
- e/i交替，如te-mi-ti-ja/ti-mi-ti-ja

Ernst Risch（1966）据此认为，线形文字B记载了多个不同方言。“标准迈锡尼希腊语”指泥板通常记载的标准化口音，而“地方迈锡尼希腊语”则是偶见于泥板的方言。
Antonin Bartonek认为，迈锡尼希腊语构成一种自然共通语，代表宫廷所用的官方语言。迈锡尼希腊崩溃后，标准迈锡尼希腊语和线形文字B不再有力量推行，各地方言就此发展为后来的希腊语各方言。Leonard Robert Palmer、Yves Duhoux等其他语言学家也支持“迈锡尼通用语”之说。然而，由于线形文字B并未记录关键的语音特征，如词首送气、元音长度等，所以并不能确信线形文字B的读写方式是否一致。
“地方迈锡尼语”作为方言也不严谨。Thompson认为，Risch的证据不足以说明迈锡尼希腊语包含两种方言。特别是，近来的研究表明，没有一名抄写员自始至终都用“地方迈锡尼语”书写。方言差异理应集中在个别话者身上，但这在线形文字B的现存资料中观察不到。

### 影响
迈锡尼文明衰落后，迈锡尼希腊语也趋向衰亡，但在后来的希腊语方言中尚能观察到蛛丝马迹。例如，一般认为南亚该亚希腊语比较接近迈锡尼希腊语。
潘菲利亚希腊语也表现出接近迈锡尼希腊语的特征。

## 腳注
1. ↑  Hammarström, Harald; Forkel, Robert; Haspelmath, Martin; Bank, Sebastian (编). . . Jena: Max Planck Institute for the Science of Human History. 2016.
2. ↑  Ventris and Chadwick (1973) pages 42-48.
3. 1 2  Ventris and Chadwick (1973) page 389.
4. ↑  Ventris & Chadwick (1973) page 390.
5. ↑  Andrew Garrett, "Convergence in the formation of Indo-European subgroups: Phylogeny and chronology", in Phylogenetic methods and the prehistory of languages, ed. Peter Forster and Colin Renfrew (Cambridge: McDonald Institute for Archaeological Research), 2006, p. 140, citing Ivo Hajnal, Studien zum mykenischen Kasussystem. Berlin, 1995, with the proviso that "the Mycenaean case system is still controversial in part".
6. ↑  Ventris & Chadwick (1973) page 68.
7. ↑  Thomas G. Palaima, "OL Zh 1: QVOVSQVE TANDEM?" Minos 37-38 (2002-2003), p. 373-85 full text （页面存档备份，存于）
8. ↑  Helena Tomas (2017) "Linear B Script and Linear B Administrative System: Different Patterns in Their Development" in P. Steele (ed.)Understanding Relations Between Scripts: The Aegean Writing Systems, pp. 57-68, n.2
9. ↑  Anna Judson (2020) The Undeciphered Signs of Linear B, n.513
10. ↑  Driessen, Jan. . Ediciones Universidad de Salamanca. 2000.
11. ↑  RISCH, Ernst (1966), Les differences dialectales dans le mycenien. CCMS pp. 150-160
12. 1 2  Lydia Baumbach (1980), A Doric Fifth Column? 的存檔，存档日期2019-08-02. (PDF)
13. ↑  Bartoněk, Antonín, Greek dialectology after the decipherment of Linear B. （页面存档备份，存于） Studia Mycenaea : proceedings of the Mycenaean symposium, Brno, 1966. Bartoněk, Antonín (editor). Vyd. 1. Brno: Universita J.E. Purkyně, 1968, pp. [37]-51
14. ↑  BARTONEK, A. 1966 'Mycenaean Koine reconsidered', Cambridge Colloquium on Mycenaean Studies' (CCMS) ed. by L. R. Palmer and John Chadwick, C.U.P. pp.95-103
15. ↑  Palmer, L.R. (1980), The Greek Language, London.
16. ↑  Duhoux, Y. (1985), ‘Mycénien et écriture grecque’, in A. Morpurgo Davies and Y. Duhoux (eds.), Linear B: A 1984 Survey (Louvain-La-Neuve): 7–74
17. ↑  Stephen Colvin, ‘The Greek koine and the logic of a standard language’ 的存檔，存档日期2016-03-10., in M. Silk and A. Georgakopoulou (eds.) Standard Languages and Language Standards: Greek, Past and Present (Ashgate 2009), 33-45
18. ↑  Thompson, R. (2006) ‘Special vs. Normal Mycenaean Revisited.’ Minos 37–38, 2002–2003 [2006], 337–369.
19. ↑  Palaima, Thomas G. . Edizioni dell'Ateneo. 1988.
20. ↑  Wilson, Nigel. . Routledge. 2013-10-31: 220–221. ISBN 978-1-136-78799-7 （英语）.

## 引用
- Chadwick, John. . Second edition (1990). Cambridge UP. 1958. ISBN 0521398304.
- Chadwick, John. . Cambridge UP. 1976. ISBN 0521290376.
- Ventris, Michael. . Journal of Hellenic Studies. 1953, 73: 84–103. doi:10.2307/628239.
- Ventris, Michael and Chadwick, John. . Second edition (1973). Cambridge UP. 1956. ISBN 0521085586.
- Bartoněk, Antonin. . Universitätsverlag C. Winter. 2003. ISBN 3825314359.

## 外部連結
- Jeremy B. Rutter, "Bibliography: The Linear B Tablets and Mycenaean Social, Political, and Economic Organization"
- The writing of the Mycenaeans (contains an image of the Kafkania pebble)
- Program in Aegean Scripts and Prehistory (PASP) Archive.today的存檔，存档日期2012-08-05
- Markos Gavalas, MYCENAEAN (Linear B) - ENGLISH Dictionary （页面存档备份，存于） (explorecrete.com)